# Front Democràtic per a la Reunificació de la Pàtria
El Front Democràtic per a la Reunificació de la Pàtria (en coreà 조국통일민주주의전선) va ser un front popular de Corea del Nord format al 1949 i liderat pel Partit del Treball. Al 2024 es va dissoldre després de la renuncia de l'objectiu d'una reunificació pacífica amb el Sud, eliminant totes les estructures relacionades.

## Història
El 15 de febrer de 1946 es va formar el Front Nacional Democràtic (민주주의민족전선), una plataforma d'esquerres i progressista a Corea del Sud que aglutinava 40 organitzacions liderades pel Partit Comunista de Corea, amb la participació de carismàtics líders com Pak Hon-yong, Lyuh Woon-hyung o Ho Hon. El 22 de juliol de 1946 formarien per la seva banda el Front Democràtic Nacional de Corea del Nord (북조선 민주주의 민족통일전선), amb 13 organitzacions i líders com Kim Il-sung, Kim Tu-bong, Choe Yong-gon. Aquest darrer comptava amb la participació del Partit Democràtic, del Partit Chondoista i de la branca nord-creana del Partit Comunista i del Nou Partit Popular de Corea, que aviat es fusionarien en el Partit dels Treballadors de Corea del Nord i posteriorment en el Partit del Treball.
El 25 de juny de 1949 el Front nord-coreà absorbiria l'estructura sud-coreana, que era perseguida, formant així el Front Democràtic per a la Reunificació de la Pàtria amb 72 partits i organitzacions. En endavant s'organitzaria com d'altres fronts populars de l'òrbita comunista. Tots els candidats per a un càrrec electe a Corea del Nord havien de ser membres del front i eren nominats i aprovats en reunions massives celebrades pel front. El PTC liderava el front i totes les altres organitzacions membres estaven subordinades a ell. D'aquesta manera, el PTC podia predeterminar la composició de l'Assemblea Suprema del Poble i de l'administració.
Tant els tres partits polítics legals a Corea del Nord, el Partit Socialdemòcrata, el Partit Chondoista i el Partit del Treball, així com les organitzacions de masses més importants del país n'eren membres, com la Lliga de la Joventut Patriòtica Socialista, la Unió de Dones Socialistes de Corea, la Federació General de Sindicats de Corea, la Unió de Treballadors Agrícoles de Corea, o la Unió de Nens Coreans.
El 23 de març de 2024, l'Agència Central de Notícies de Corea va informar que s'havia dissolt oficialment el seu comitè central, desapareixent efectivament tot el Front. La mesura es va acordar després d'un discurs de Kim Jong-un en què va afirmar que el Nord renunciaria al seu objectiu de reunificació pacífica amb el Sud i dissoldria totes les organitzacions relacionades amb aquest objectiu.

## Organitzacions membres

### De l'ASP
| Partit | Partit                                                                | Emblema | Ideologia        | Líder         | Fundació              | Escons (2014) | Ref.   |
| ------ | --------------------------------------------------------------------- | ------- | ---------------- | ------------- | --------------------- | ------------- | ------ |
|        | Partit del Treball de Corea 조선로동당 Chosŏn Rodongdang              |         | Juche            | Kim Jong Un   | 29 de juliol de 1946  | 607 / 687     | [ 7 ]  |
|        | Partit Socialdemòcrata de Corea 조선사회민주당 Chosŏn Sahoe Minjudang |         | Socialdemocràcia | Kim Ho-chol   | 3 de novembre de 1945 | 50 / 687      | [ 8 ]  |
|        | Partit Chondoista Chongu 천도교청우당 Ch'ŏndogyo Ch'ŏngudang          |         | Cheondoisme      | Ri Myong-chol | 18 de febrer de 1946  | 22 / 687      | [ 9 ]  |
|        | Chongryon 총련                                                        |         | Coreans al Japó  | Pak Ku-ho     | 30 de març de 1955    | 6 / 687       | [ 10 ] |

### Observadors a l'ASP
| Organitzció                                      | Emblema | Nom coreà                | Fundació               | Ref.   |
| ------------------------------------------------ | ------- | ------------------------ | ---------------------- | ------ |
| Lliga de la Joventut Patriòtica Socialista       |         | 사회주의애국청년동맹     | 17 de gener de 1946    | [ 11 ] |
| Unió de Dones Socialistes de Corea               |         | 조선사회주의녀성동맹     | 18 de novembre de 1945 | [ 12 ] |
| Federació General de Sindicats de Corea          |         | 조선직업총동맹           | 30 de novembre de 1945 | [ 13 ] |
| Unió de Treballadors Agrícoles de Corea          |         | 조선농업근로자동맹       | 31 de gener de 1946    | [ 13 ] |
| Unió de Nens Coreans                             |         | 조선소년단               | 6 de juny de 1946      | [ 14 ] |
| Sindicat de Periodistes de Corea                 |         | 조선기자동맹             | 10 de febrer de 1946   | [ 15 ] |
| Federació Coreana de Literatura i Arts           |         | 조선문학예술총동맹       | 25 de març de 1946     | [ 16 ] |
| Federació Cristiana Coreana                      |         | 조선그리스도교연맹       | 28 de novembre de 1946 | [ 17 ] |
| Associació Catòlica Coreana                      |         | 조선카톨릭교협회         | 30 de juny de 1988     | [ 18 ] |
| Federació Budista de Corea                       |         | 조선불교도련맹           | 26 de desembre de 1945 | [ 19 ] |
| Comitè Central d'Orientació de Chosun Cheondogyo |         | 조선천도교중앙지도위원회 | 1 de febrer de 1946    | [ 20 ] |

## Resultats electorals

### Eleccions legislatives
| Any  | %      | Escons    | +/− | Pos. | Govern |
| ---- | ------ | --------- | --- | ---- | ------ |
| 1948 | 98.49% | 572 / 572 | 572 | 1r   | Govern |
| 1957 | 99.92% | 215 / 215 | 357 | = 1r | Govern |
| 1962 | 100%   | 383 / 383 | 168 | = 1r | Govern |
| 1967 | 100%   | 457 / 457 | 74  | = 1r | Govern |
| 1972 | 100%   | 541 / 541 | 84  | = 1r | Govern |
| 1977 | 100%   | 579 / 579 | 38  | = 1r | Govern |
| 1982 | 100%   | 615 / 615 | 36  | = 1r | Govern |
| 1986 | 100%   | 655 / 655 | 40  | = 1r | Govern |
| 1990 | 100%   | 687 / 687 | 32  | = 1r | Govern |
| 1998 | 100%   | 687 / 687 | =   | = 1r | Govern |
| 2003 | 100%   | 687 / 687 | =   | = 1r | Govern |
| 2009 | 100%   | 687 / 687 | =   | = 1r | Govern |
| 2014 | 100%   | 687 / 687 | =   | = 1r | Govern |
| 2019 | 100%   | 687 / 687 | =   | = 1r | Govern |